# ロベルト・ヘルナンデス (1980年生の投手)
- ロベルト・エルナンデス

ロベルト・ヘレディア・ヘルナンデス（Roberto Heredia Hernandez, 1980年8月30日 - ）はドミニカ共和国・サントドミンゴ出身の元プロ野球選手（投手）。右投右打。
以前はファウスト・カーモナ（Fausto Carmona）という偽名でプレーしていた。

## 経歴

### プロ入りとインディアンス時代
2000年にクリーブランド・インディアンスと契約。
2006年4月15日のデトロイト・タイガース戦でメジャーデビューを果たしたが、防御率7.94の成績で4月30日にマイナーに降格した。5月12日に再び昇格し、7月20日にボブ・ウィックマンがアトランタ・ブレーブスへトレードされたため7月31日から8月5日まで3試合連続でクローザーとして起用されたが、セーブを記録することができずにいた。デビュー戦の1勝だけでその後は球団史上33年ぶりのシーズン10連敗となってしまった。
2007年シーズン最初の登板となった4月13日は負け投手となり昨シーズンからの連敗が11と球団史上ワースト3位タイとなったが、4月27日からはこの年5位タイの7連勝を記録した。オールスター以後の防御率は2.26とメジャー全体で1位となった。7月はエリック・ベダードの次点だったが、9月に5戦5勝をマークし初のピッチャー・オブ・ザ・マンスを受賞した。サバシアとともに19勝してチームの6年ぶり地区優勝に貢献した。サイ・ヤング賞の投票では4位に入った。なお、この年6月までチームメートに「本家」ロベルト・ヘルナンデスが在籍していた。
2008年4月10日に球団と4年総額1,500万ドルで契約した。2012年から2014年にかけては球団のオプションでこれを含めると最大7年総額4,800万ドルの長期契約となる。しかし、この契約後は期待に応えられず、2009年は期待を裏切るシーズンになった。
2010年は3年ぶりに30先発、200イニングの大台をクリアして復活を遂げた。自身初のオールスター出場も果たしている。
2011年は開幕投手を任された。6月11日のニューヨーク・ヤンキース戦でマーク・テシェイラに死球を当て、あわや乱闘になりかけた。この際、両監督も口論となった。この年は防御率5点台で15敗を喫するなど2009年までの低調な成績に逆戻りしてしまった。しかしインディアンスは10月31日に2012年の700万ドルのオプションを行使し、残留が決まった。

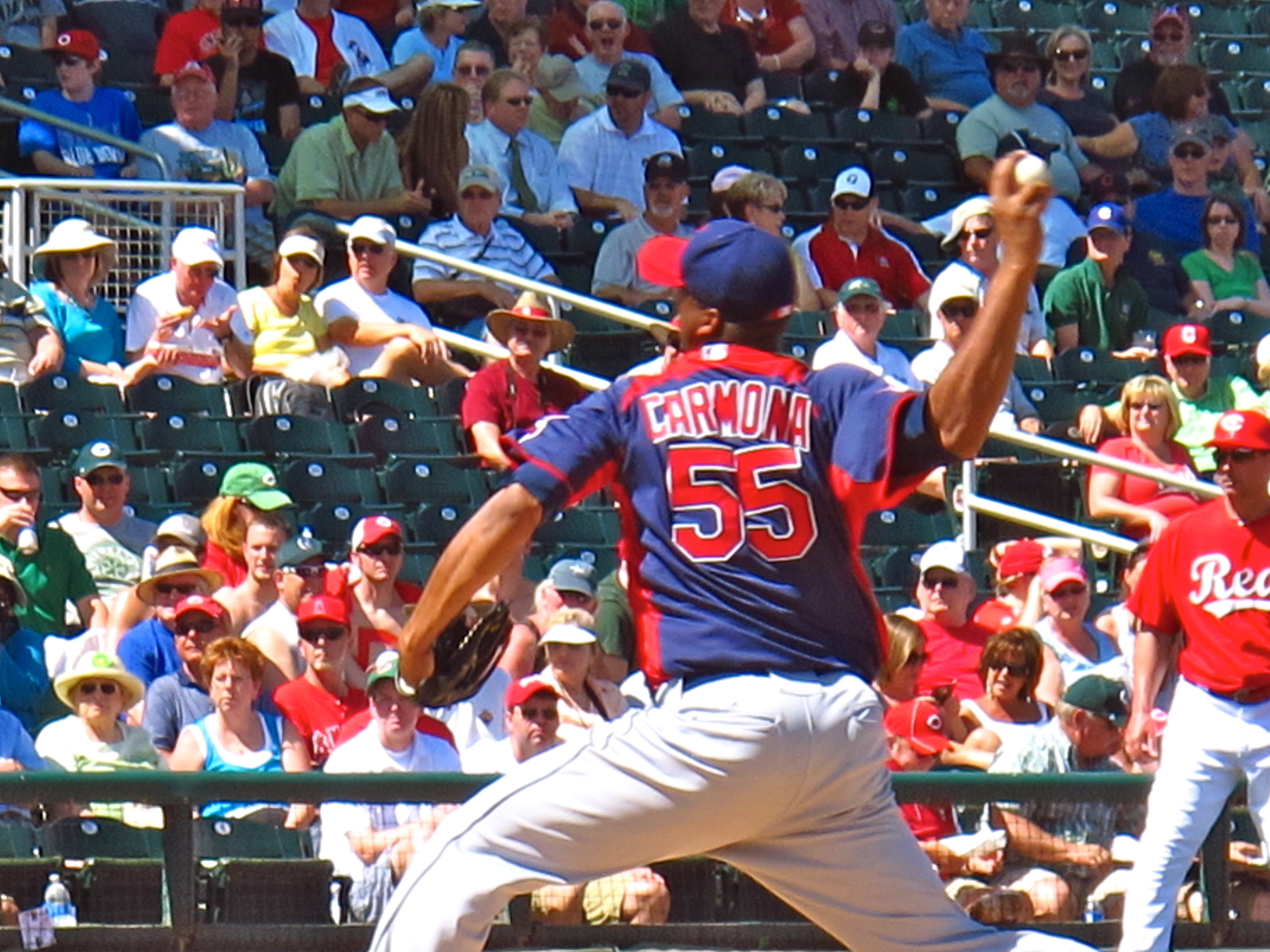
クリーブランド・インディアンス時代
（2011年3月17日）

2012年1月18日、ビザ偽装が発覚してドミニカ共和国内で逮捕された。「ファウスト・カーモナ」という偽名と共に年齢を3歳若く偽っていたことも発覚した（それまでは1983年12月7日生まれとされていたが、実際は1980年生まれだった）。球団は1月26日にカーモナを制限リスト入りさせた。7月21日にビザを「ロベルト・ヘルナンデス」として正式に取得し、メジャーリーグでプレー可能になったため、MLB機構から21試合の出場停止処分が発表された。8月14日に制限リストから復帰し、3試合に登板したが、0勝3敗・防御率7.53と結果を残せず、8月28日には右足首の怪我で故障者リスト入りした。レギュラーシーズン最終戦後に故障者リストから復帰したため、この年は3試合の登板にとどまった。オフの10月31日にFAとなった。

### レイズ時代

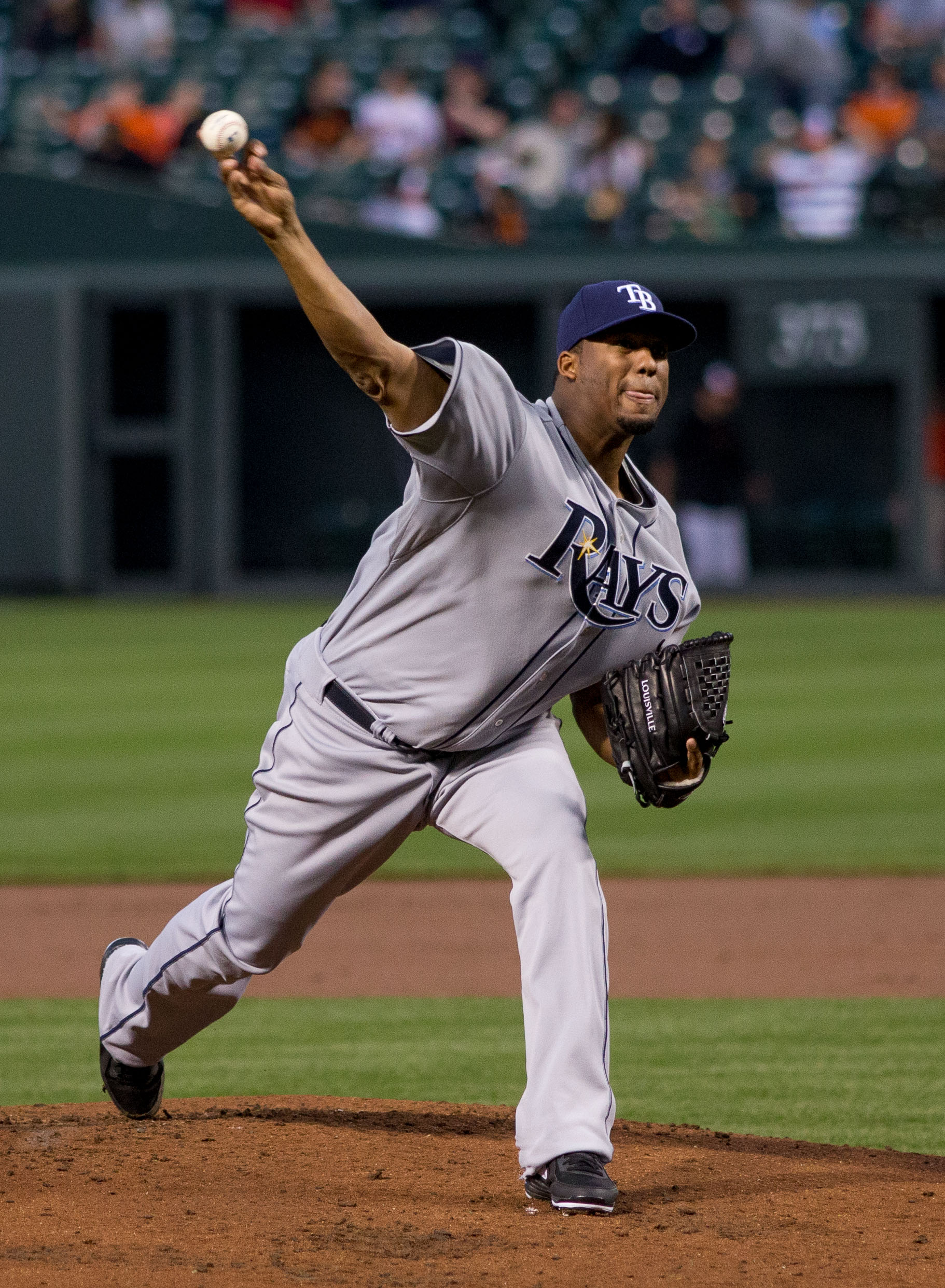
タンパベイ・レイズ時代
（2013年4月16日）

2012年12月18日にタンパベイ・レイズと325万ドル+出来高185万ドルの1年契約を結んだ。
2013年は32試合に登板し、6勝13敗1セーブ・防御率4.89だった。オフの10月31日にFAとなった。

### フィリーズ時代

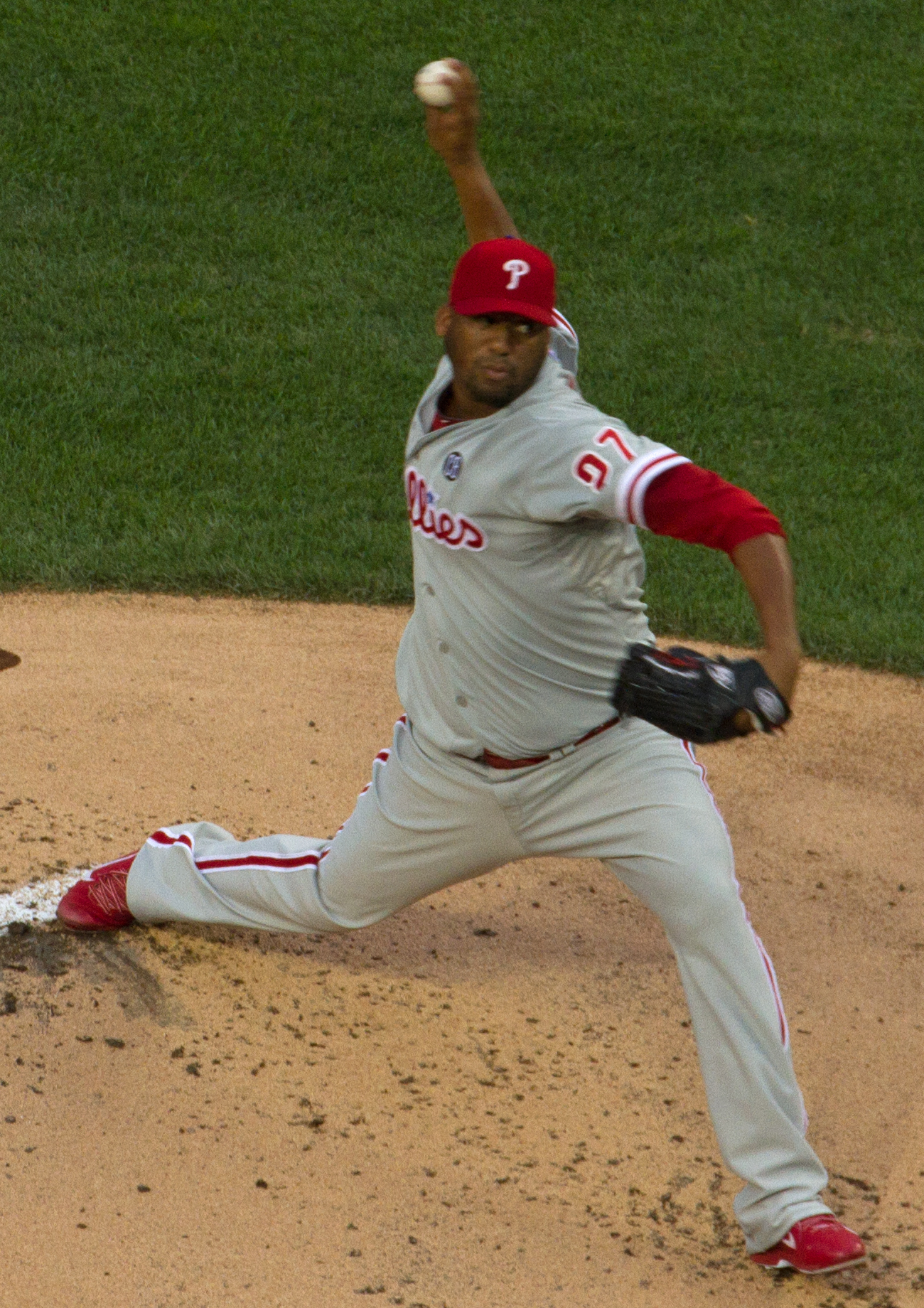
フィラデルフィア・フィリーズ時代
（2014年8月1日）

2013年12月18日にフィラデルフィア・フィリーズと1年契約に合意した。
2014年は開幕ロースター入りし、開幕後は23試合に登板。6勝8敗・防御率3.87だった。

### ドジャース時代
2014年8月7日に後日発表選手とのトレードで、ロサンゼルス・ドジャースへ移籍した。移籍後は9試合に登板し、2勝3敗・防御率4.74だった。オフの10月30日にFAとなった。

### アストロズ時代
2015年2月12日にヒューストン・アストロズとマイナー契約を結び、4月4日にメジャー契約を結んで25人枠入りする。7月30日にジェド・ラウリーの故障者リストからの復帰に伴ってDFAとなり、8月8日に自由契約となる。

### ブルージェイズ傘下時代
2015年12月18日にトロント・ブルージェイズとマイナー契約を結んだ。オフはドミニカ共和国のウィンターリーグでプレー。
2016年3月28日に一旦自由契約となった後、4月20日に再びマイナー契約を結んだ。傘下のAAA級バッファロー・バイソンズでプレーしていたが、7月3日に自由契約となった。

### ブレーブス時代
2016年7月15日にアトランタ・ブレーブスとマイナー契約を結び、傘下のAAA級グウィネット・ブレーブスへ配属された。8月6日にメジャー契約を結んで25人枠入りし、同日のセントルイス・カージナルス戦で先発して5回3失点の投球でシーズン初勝利を挙げたが、12日にDFAとなり、15日に40人枠を外れる形でAAA級グウィネットへ配属された。10月4日にFAとなった。

## 詳細情報

### 年度別投手成績
| 年 度     | 球 団     | 登 板 | 先 発 | 完 投 | 完 封 | 無 四 球 | 勝 利 | 敗 戦 | セ 丨 ブ | ホ 丨 ル ド | 勝 率 | 打 者 | 投 球 回 | 被 安 打 | 被 本 塁 打 | 与 四 球 | 敬 遠 | 与 死 球 | 奪 三 振 | 暴 投 | ボ 丨 ク | 失 点 | 自 責 点 | 防 御 率 | W H I P |
| --------- | --------- | ----- | ----- | ----- | ----- | -------- | ----- | ----- | -------- | ----------- | ----- | ----- | -------- | -------- | ----------- | -------- | ----- | -------- | -------- | ----- | -------- | ----- | -------- | -------- | ------- |
| 2006      | CLE       | 38    | 7     | 0     | 0     | 0        | 1     | 10    | 0        | 10          | .091  | 340   | 74.2     | 88       | 9           | 31       | 3     | 7        | 58       | 3     | 1        | 46    | 45       | 5.42     | 1.59    |
| 2007      | CLE       | 32    | 32    | 2     | 1     | 1        | 19    | 8     | 0        | 0           | .704  | 879   | 215.0    | 190      | 16          | 61       | 2     | 11       | 137      | 5     | 1        | 78    | 73       | 3.06     | 1.21    |
| 2008      | CLE       | 22    | 22    | 1     | 1     | 0        | 8     | 7     | 0        | 0           | .533  | 549   | 120.2    | 126      | 7           | 70       | 0     | 9        | 58       | 8     | 1        | 80    | 73       | 5.44     | 1.62    |
| 2009      | CLE       | 24    | 24    | 0     | 0     | 0        | 5     | 12    | 0        | 0           | .294  | 596   | 125.1    | 151      | 16          | 70       | 0     | 8        | 79       | 5     | 1        | 97    | 88       | 6.32     | 1.76    |
| 2010      | CLE       | 33    | 33    | 4     | 1     | 2        | 13    | 14    | 0        | 0           | .481  | 880   | 210.1    | 203      | 17          | 72       | 0     | 9        | 124      | 3     | 0        | 98    | 88       | 3.77     | 1.31    |
| 2011      | CLE       | 32    | 32    | 0     | 0     | 0        | 7     | 15    | 0        | 0           | .318  | 833   | 188.2    | 205      | 22          | 60       | 3     | 14       | 109      | 3     | 1        | 125   | 110      | 5.25     | 1.41    |
| 2012      | CLE       | 3     | 3     | 0     | 0     | 0        | 0     | 3     | 0        | 0           | .000  | 62    | 14.1     | 17       | 4           | 3        | 0     | 1        | 2        | 1     | 0        | 15    | 12       | 7.53     | 1.40    |
| 2013      | TB        | 32    | 24    | 1     | 0     | 0        | 6     | 13    | 1        | 0           | .316  | 643   | 151.0    | 164      | 24          | 38       | 8     | 13       | 113      | 3     | 0        | 87    | 82       | 4.89     | 1.34    |
| 2014      | PHI       | 23    | 20    | 0     | 0     | 0        | 6     | 8     | 0        | 0           | .429  | 527   | 121.0    | 108      | 11          | 55       | 7     | 7        | 75       | 4     | 0        | 57    | 52       | 3.87     | 1.35    |
| 2014      | LAD       | 9     | 9     | 0     | 0     | 0        | 2     | 3     | 0        | 0           | .400  | 195   | 43.2     | 48       | 8           | 18       | 0     | 2        | 30       | 1     | 0        | 27    | 23       | 4.74     | 1.51    |
| '14計     | LAD       | 32    | 29    | 0     | 0     | 0        | 8     | 11    | 0        | 0           | .421  | 722   | 164.2    | 156      | 19          | 73       | 7     | 9        | 105      | 5     | 0        | 84    | 75       | 4.10     | 1.39    |
| 2015      | HOU       | 20    | 11    | 0     | 0     | 0        | 3     | 5     | 0        | 0           | .375  | 357   | 84.2     | 90       | 9           | 26       | 2     | 1        | 42       | 1     | 0        | 48    | 41       | 4.36     | 1.37    |
| 2016      | ATL       | 2     | 2     | 0     | 0     | 0        | 1     | 1     | 0        | 0           | .500  | 39    | 9.0      | 13       | 4           | 1        | 0     | 0        | 6        | 0     | 0        | 8     | 8        | 8.00     | 1.56    |
| MLB：11年 | MLB：11年 | 270   | 219   | 8     | 3     | 3        | 71    | 99    | 1        | 10          | .418  | 5900  | 1358.1   | 1412     | 147         | 505      | 25    | 82       | 833      | 37    | 5        | 766   | 695      | 4.60     | 1.41    |

- 各年度の太字はリーグ最高

### 年度別守備成績
| 年 度 | 球 団 | 投手（P） | 投手（P） | 投手（P） | 投手（P） | 投手（P） | 投手（P） |
| 年 度 | 球 団 | 試 合     | 刺 殺     | 補 殺     | 失 策     | 併 殺     | 守 備 率  |
| ----- | ----- | --------- | --------- | --------- | --------- | --------- | --------- |
| 2006  | CLE   | 38        | 9         | 15        | 0         | 1         | 1.000     |
| 2007  | CLE   | 32        | 23        | 39        | 2         | 5         | .969      |
| 2008  | CLE   | 22        | 14        | 16        | 2         | 4         | .938      |
| 2009  | CLE   | 24        | 10        | 19        | 0         | 2         | 1.000     |
| 2010  | CLE   | 33        | 22        | 39        | 2         | 6         | .968      |
| 2011  | CLE   | 32        | 9         | 29        | 0         | 2         | 1.000     |
| 2012  | CLE   | 3         | 1         | 1         | 0         | 0         | 1.000     |
| 2013  | TB    | 32        | 8         | 15        | 0         | 2         | 1.000     |
| 2014  | PHI   | 23        | 10        | 20        | 0         | 1         | 1.000     |
| 2014  | LAD   | 9         | 1         | 3         | 0         | 1         | 1.000     |
| '14計 | LAD   | 32        | 11        | 23        | 0         | 2         | 1.000     |
| 2015  | HOU   | 20        | 6         | 12        | 0         | 0         | 1.000     |
| 2016  | ATL   | 2         | 2         | 1         | 0         | 0         | 1.000     |
| MLB   | MLB   | 270       | 115       | 209       | 6         | 24        | .982      |

- 各年度の太字はリーグ最高

### 獲得タイトル・表彰・記録
- MLBオールスターゲーム選出：1回（2010年）

### 背番号
- 55（2006年 - 2012年、2014年途中 - 同年終了）
- 40（2013年）
- 27（2014年 - 同年途中）
- 56（2015年）
- 32（2016年）